# Сандре
Сандре (фр. Cendrey) насеље је и општина у источној Француској у региону Франш-Конте, у департману Ду која припада префектури Безансон.
По подацима из 2011. године у општини је живело 186 становника, а густина насељености је износила 33,7 становника/km². Општина се простире на површини од 5,52 km². Налази се на средњој надморској висини од 264 метара (максималној 481 m, а минималној 232 m).

## Демографија
| 1962. | 1968. | 1975. | 1982. | 1990. | 1999. | 2011. |
| ----- | ----- | ----- | ----- | ----- | ----- | ----- |
| 159   | 187   | 213   | 203   | 175   | 188   | 186   |

График промене броја становника у току последњих година